# Plunge Protection Team
Die Arbeitsgruppe des Präsidenten zu den Finanzmärkten (President’s Working Group on Financial Markets, umgangssprachlich das Plunge Protection Team, etwa Gruppe zum Schutz vor Börsenstürzen, kurz PPT) wurde durch Executive Order 12631 eingerichtet und diese am 18. März 1988 vom Präsidenten der Vereinigten Staaten von Amerika, Ronald Reagan, unterzeichnet.
Die Arbeitsgruppe wurde als Reaktion auf die Ereignisse an den Finanzmärkten um den Schwarzen Montag, den 19. Oktober 1987, gegründet. Sie sollte Lösungsempfehlungen für derartige Krisen an den Finanzmärkten erarbeiten. Diese Lösungen sollten die Integrität, Effizienz, Ordnung und Wettbewerbsfähigkeit der Amerikanischen Finanzmärkte verbessern und das Vertrauen der Investoren erhalten.
Die durch die Executive Order 12631 geschaffene Arbeitsgruppe besteht aus:
- Dem Amerikanischen Finanzminister, der der Gruppe vorsitzt,
- Dem Vorsitzenden des Aufsichtsrates der FED,
- Dem Vorsitzenden der Amerikanischen Börsenaufsichtsbehörde SEC, sowie
- Dem Vorsitzenden einer weiteren Finanzmarktaufsichtsbehörde, der CFTC

## Plunge Protection Team
Der Begriff Plunge Protection Team war ursprünglich die Schlagzeile eines Artikels der Washington Post vom 23. Februar 1997 und ist seither die umgangssprachliche Bezeichnung für die Arbeitsgruppe in den Medien.
Anfangs wurde der Begriff genutzt, um die Meinung auszudrücken, dass die Arbeitsgruppe dazu diene, die Märkte bei Kursstürzen zu stabilisieren.
Finanzmarktkommentatoren der britischen Tageszeitungen, The Observer und The Daily Telegraph, sowie der Kongressabgeordnete und mehrmalige Präsidentschaftsbewerber Ron Paul und die Autoren Kevin Phillips (der behauptet, über keine Informationen aus erster Hand zu verfügen) und John Crudele warfen der Gruppe vor, ihre gesetzlichen Befugnisse überschritten zu haben.
Charles Biderman, Chef von TrimTabs Investment Research, einem Unternehmen, das Kapitalströme an den Finanzmärkten untersucht, äußerte den Verdacht, dass die amerikanische Regierung oder die FED nach der Finanzmarktkrise von 2008 Stützkäufe an den Aktienmärkten unternommen hätten. Er sagte, wenn das Geld zum Stützen der Aktienpreise nicht von den traditionellen Marktteilnehmern gekommen sei, dann müsse es woanders herstammen. „Warum sollte der Aktienmarkt auch nicht stabilisiert werden?“ Ferner haben weitere Offizielle der Regierung empfohlen, die Aktienpreise stabil zu halten.
Kritiker werfen der Gruppe vor, ein ausgeklügelter Mechanismus zu sein, um in Finanzkrisen die Aktienmärkte durch Stützkäufe zu manipulieren. Dazu soll die Regierung Kapital einsetzen, um gezielt Aktien oder Aktienindex-Futures zu kaufen. Beides ist nach amerikanischem Recht verboten. Andere Autoren bezeichnen diese Vorwürfe als Verschwörungstheorien.
Sprott Asset Management veröffentlichte im August 2005 einen Bericht, nachdem kein Zweifel daran bestehe, dass das Plunge Protection Team an den Finanzmärkten interveniert.
Allerdings werden solche Artikel häufiger in dem Versuch publiziert, die Banken durch solche Maßhalteappelle vom Kauf von Aktienindex-Futures zu überzeugen.
Das frühere Aufsichtsratsmitglied der FED, Robert Heller, vertrat im Wall Street Journal die Auffassung, die FED solle, anstatt die Wirtschaft mit Geld zu fluten und dadurch die Inflationsgefahr zu erhöhen, besser gezielt Aktienindex-Futures kaufen und so den Markt als Ganzes stabilisieren. Diese Aussage wurde Grundlage von Vorwürfen, die FED habe genau so gehandelt.
Etablierte Analysten bezeichneten diese Vorwürfe wiederum als Verschwörungstheorien, sie seien zu einfach und haltlos.
Autor Kevin Phillips schrieb in seinem 2008 veröffentlichten Buch Bad Money, er habe kein Interesse, ein Ermittler in Verschwörungen zu werden. Jedoch kam er zu dem Ergebnis, dass irgendwelche Entscheidungen auf höchster Ebene in Washington getroffen worden seien, einen Rettungsmechanismus für den Aktienmarkt einzurichten. Dieser solle insbesondere wichtige Banken vor der Aussetzung an nationalen und internationalen Währungs- und Kreditkrisen schützen. Phillips schließt, dass es für die Arbeitsgruppe der einfachste Weg wäre, in Kursstürze durch den Kauf von Aktienindex-Futures zu intervenieren. Entweder in Zusammenarbeit mit den wichtigen Banken, oder durch die FED oder das Finanzministerium.

## Finanzkrise von 2007
Am 6. Oktober 2008 veröffentlichte die Arbeitsgruppe einen Bericht, indem sie bekannt gab, die ihr zur Verfügung stehenden Möglichkeiten genutzt zu haben, um die Finanzmärkte zu stabilisieren. Der Kauf von Aktien wurde im Bericht nicht erwähnt. Der Staat werde möglicherweise Eigentümer von Aktien an Unternehmen, denen er zuvor Kredite gewährt hat. Denn im Gegenzug für die Kredite habe der Staat Optionsscheine als Sicherheiten erhalten.